# Vrhi Vinagorski
Vrhi Vinagorski – wieś w Chorwacji, w żupanii krapińsko-zagorskiej, w mieście Pregrada. W 2011 roku liczyła 124 mieszkańców.